# فيل كرو
فيل كرو هو لاعب هوكي جليد كندي، ولد في 14 أبريل 1970 في Nanton, Alberta ‏ في كندا.

## وصلات خارجية
- فيل كرو على موقع دوري الهوكي الوطني (الإنجليزية)
- فيل كرو على موقع EliteProspects.com (الإنجليزية)
- فيل كرو على موقع HockeyDB.com (الإنجليزية)
- فيل كرو على موقع Hockey-Reference.com (الإنجليزية)